# Rhinoraja kujiensis
Rhinoraja kujiensis — вид хрящевых рыб семейства Arhynchobatidae отряда скатообразных. Обитают в умеренных водах северо-западной части Тихого океана. Встречаются на глубине до 1000 м. Их крупные, уплощённые грудные плавники образуют округлый диск со треугольным рылом. Откладывают яйца. Максимальная ширина диска 104 см. Не являются объектом целевого промысла.

## Таксономия
Впервые вид был научно описан в 1916 году как Raja kujiensis. Видовой эпитет дан по географическому месту обитания (воды, омывающие префектуру Кудзи, Япония). Голотип утрачен.

## Ареал
Эти скаты обитают в водах Японии и в Восточно-Китайском море. Встречаются на глубине 450—1000 м.

## Описание
Широкие и плоские грудные плавники этих скатов образуют ромбический диск с широким треугольным рылом и закруглёнными краями. Позади глаз имеются брызгальца. На вентральной стороне диска расположены 5 жаберных щелей, ноздри и рот. Хвост длиннее диска. На хвосте имеются латеральные складки, расположенные на задней половине. У этих скатов 2 спинных плавника и редуцированный хвостовой плавник. Максимальная зарегистрированная длина 104 см.

## Биология
Эмбрионы питаются исключительно желтком. Эти скаты откладывают яйца, заключённые в роговую капсулу с твёрдыми «рожками». Длина капсул составляет 10,5—11,1 см, а ширина 7,2—7,5 см.

## Взаимодействие с человеком
Эти скаты не являются объектом целевого лова. В качестве прилова попадаются при промысле трески и морского ерша. Международный союз охраны природы присвоил виду охранный статус «Вызывающий наименьшие опасения».